# نوكاردانيات
نوكاردانيات (بالإنجليزية: Nocardioidaceae)‏ هي فصيلة من البكتيريا، إيجابية الغرام، تتبع البروبيونيات.